# بارونا (بافيا)
بارونا (بالإيطالية: Parona)‏ هي بلدة تقع في مقاطعة بافيا بإقليم لومبارديا في شمال إيطاليا. تبلغ مساحة هذه المدينة 9.3 (كم²)، وترتفع عن سطح البحر 113 م، بلغ عدد سكانها 1793 نسمة في عام 2004 حسب إحصاء المعهد الوطني للإحصاء.

## السكان
في سنة 1861 بلغ عدد السكان 1٬871 نسمة، وتطور العدد ليصل في سنة 2011 لـ 1٬987 نسمة.
يظهر هذا المخطط البياني تطور النمو السكاني لـ بارونا (بافيا)

## وصلات خارجية
- الموقع الرسمي